# Catocala remissa
Catocala remissa är en fjärilsart som beskrevs av Otto Staudinger 1891. Catocala remissa ingår i släktet Catocala och familjen nattflyn. Inga underarter finns listade i Catalogue of Life.